# Arturo Campión
Arturo Campión Jaimebon (Pamplona, 7 de mayo de 1854-San Sebastián, 18 de agosto de 1937) fue un político español cuya ideología fuerista evolucionó desde el republicanismo federal hasta el nacionalismo vasco. Fue uno de los fundadores de la Real Academia de la Lengua Vasca y diseñó la actual bandera de Navarra.
Como lingüista fue académico de número de la Real Academia de la Lengua Vasca, siendo también académico de la Real Academia Española en representación de esta lengua. Como político, fue concejal del Ayuntamiento de Pamplona y también diputado en Cortes. Como escritor, exploró multitud de géneros: discursos y conferencias, artículos periodísticos, escritos políticos, novelas y cuentos, libros sobre historia, antropología o temas lingüísticos, encaminados siempre a una misma meta; consagrará su vida al lema "Euskalerriaren alde" (en pro de Euskal Herria) y al restablecimiento de la foralidad de Navarra.

## Infancia y formación
Nacido en la calle Chapitela de la capital navarra. Su abuelo procedía del norte de Italia y su padre, de ideología liberal, era presidente del Orfeón Pamplonés.
Realizó sus primeros estudios en el Instituto de Pamplona donde conoció a Estanislao de Aranzadi y ya manifestó su vocación literaria escribiendo varios artículos en los periódicos La Menestra y La Montaña. Con dieciocho años se enroló en la milicia liberal durante la tercera guerra carlista. 
Estudió la carrera de Derecho en la Universidad de Oñate, debiendo terminarla en Madrid en 1876 por suprimirse el título en Oñate. En Madrid colaboró en 1876 con el periódico fuerista La Paz y en un artículo ("El Euskara") instaba a la creación de un grupo de estudiosos del euskera.

## Sus obras
Ese mismo año publicó su primer libro, Consideraciones acerca de la cuestión foral y los carlistas en Navarra, en el que defendía las instituciones públicas vascas, al decretarse su abolición, desde una perspectiva fuerista liberal, y expresaba su convencimiento de que la civilización vasca estaba inexorablemente acercándose a su fin.
Intervino de forma decisiva en 1877 en la fundación de la Asociación Euskara de Navarra, muy inicialmente denominada "Academia Etnográfica de Navarra". Fue realizada por Campión junto con personajes navarros ilustres de la época, como eran: Esteban Obanos, Nicasio Landa, Florencio de Ansoleaga, Aniceto Lagarde, Juan José Herrán, Juan Iturralde y Suit, el marqués de Guirior, Joaquín Herrán, Nicanor Espoz, Antero Irazoqui, Fermín Iñarra y Hermilio de Olóriz. En el programa de esta asociación se reflejaba:

«Si el pueblo euskara cuya raza, cuyo genio peculiar, cuyas costumbres son tan esencialmente distintas de las de los otros pueblos, ha podido conservar su personalidad, y se ha mantenido con su genuino carácter y sus varoniles virtudes a través de los siglos, es indudablemente porque supo guardar, como en depósito sagrado, esa antiquísima lengua vascongada.»

En diciembre de 1877, tras estudiar euskera durante ocho meses, realiza la balada Orreaga en dialectos guipuzcoano, vizcaíno, labortano y suletino y 18 variedades del euskera de Navarra.
En 1879, con la leyenda Gastón de Belzunce inició una serie de obras breves, cuentos y leyendas, que siguió escribiendo y publicando intermitentemente hasta los 70 años, siendo El rosario de las lavanderas, el último título de esta serie.
En 1882 dirigía LAU BURU, Diario fuerista, nacido a comienzos de 1882 en Pamplona que contó también con las colaboraciones de Hermilio de Olóriz y de J. Iturralde y Suit. Recogía el espíritu unificador vasco-navarro de “El Arga*” desaparecido pocos meses antes y fue más un periódico de divulgación católica que política. Le acompañaba el título de “Dios y Fueros” 
El vascuence acaparó su atención en los años 1883 y 1884. Publicó primero el Ensayo acerca de las leyes fonéticas de la lengua vasca y poco después apareció en forma de libro su monumental Gramática de los cuatro dialectos literarios de la lengua éuskara, que había publicado fragmentariamente desde el año 81 en la Revista Euskara de la Asociación Euskara. Entre 1884 y 1888 creó su importante e inconclusa obra "El genio de Nabarra", donde se resume su ideología.
Tras una semblanza sobre Víctor Hugo en 1885, a los 35 años, escribió su primera novela, D. García Almorabid.
Siempre defensor de las fiestas vascas, en 1891 fue invitado a los Juegos Florales celebrados en Barcelona, en los que no perdió la oportunidad para ensalzar a la nación catalana.
A partir del año 1896 aparecieron las Euskarianas, donde, además de nuevos títulos, fue recogiendo escritos en torno a lo vasco publicados antes de forma dispersa en periódicos y revistas. 
En 1898 publicó Blancos y negros, novela que deslumbraría a Miguel de Unamuno y La bella Easo (1909), la favorita del autor.
Los discursos y conferencias dados entre 1891 y 1906 se editaron formando volumen en 1907 bajo el título Discursos políticos y literarios.
En 1910, próxima la celebración del aniversario de la Batalla de las Navas de Tolosa, Campión, junto con Julio Altadill y Hermilio de Olóriz, diseñó el escudo y la actual bandera de Navarra, que ese mismo año aprobó la Diputación navarra.
En 1918, adentrado ya en la última fase de su vida, asistió al Congreso de Oñate y apoyó las iniciativas propuestas por las nuevas generaciones, donde para entonces Arturo Campión gozaba de un renombre y aceptación incuestionables. El Congreso de Oñate de 1918 fue un evento de gran relevancia: por una parte, por haber sido promovido por las instituciones públicas, y, por otra parte, por contar con la participación tanto de obispos de las diócesis de Vitoria, Pamplona y Bayona, como del rey Alfonso XIII. Entre las prioridades de este Congreso se encontraba acordar la creación, en breve plazo, de una universidad vasca que permitiera institucionalizar académicamente la actividad cultural vasca y encauzar las iniciativas de la comunidad científica del País Vasco. Asimismo, se fundó la institución académica permanente de la Sociedad de Estudios Vascos, que contaba con un sólido fundamento sociopolítico.
El 22 de diciembre de 1918 se dieron cita en San Sebastián los máximos responsables de las secciones académicas, elegidos en septiembre en el citado Congreso de Oñate, para dar a conocer los siguientes nombramientos: el rey Alfonso XIII sería el presidente de honor; Arturo Campión, Presidente honorario; Julián Elorza, Presidente efectivo; y Ángel de Apraiz y Buesa, profesor de la Universidad de Salamanca, secretario general. De esta manera, un Campión entrado en años se convertía en el principal emblema y símbolo de la novísima institución que acababa de iniciar su andadura. La academia, según refiere Nicolás Ormaechea Orixe "se reunía frecuentemente en San Sebastián, una vez al año en Pamplona en el domicilio de D. Arturo Campión, y otras veces en Bilbao".
En San Sebastián también pronunciaría su discurso sobre el árbol de Guernica.
En 1925 fue designado miembro del jurado para la concesión de unos premios teatrales, pero ya para entonces sus ojos empezaban a nublarse, quedándose ciego en la última etapa de su vida.
Fue en estas circunstancias, en el año 1930, cuando la Sociedad de Estudios Vascos decidió rendirle, a instancias de Resurrección María de Azkue (1864-1951), poeta, catedrático y primer director de la Academia de la Lengua Vasca, un sentido homenaje en los cursos de verano. Se le hizo entrega de una escultura de bronce y pasó a convertirse en símbolo y emblema de la institución académica, alabado por Orixe. Arturo Campión trabajó en pos de la institucionalización académica de la lengua y cultura vascas hasta los últimos momentos de su vida.
Falleció en San Sebastián, su segunda residencia después de Pamplona, en 1937 a la edad de 83 años.

## Estilo literario
Campión tiene una actividad incesante y polifacética. Al tiempo que literato fue jurista notable, crítico literario y musical, conferenciante, político, polemista correoso autor de innumerables artículos en más de 40 diarios y revistas diferentes, El Arga, Lau Buru, Irurac bat, La Avalancha, El Noticiero Bilbaíno, Hermes, El Vasco, Euskal-Erría, El Eco de Navarra, etc.
Sus investigaciones en el campo de la historia y de la lingüística destacan aún por la minuciosidad y rigor en la toma de datos. Pero donde realmente sobresalió es en su vertiente narrativa -tres novelas y una treintena de narraciones breves- relativamente corta en comparación con la extensión de su obra general, y el crudo realismo de sus libros se asemeja al naturalismo del romanticismo tardío de Emilia Pardo Bazán, en tanto que la nota regionalista lo emparenta con José María Pereda. 
Sus obras adquieren el matiz de literatura comprometida, exagerando en ocasiones la nota tendenciosa, maniquea y subjetiva. El sabor foralista de sus obras -creador de la novela "fuerista" le llama E. Pardo Bazán- y el no haber frecuentado los cenáculos literarios madrileños hicieron que su literatura fuera poco conocida fuera del País Vasco-Navarro. En ocasiones aprovecha los áridos datos obtenidos en sus investigaciones sobre la historia de Navarra para componer piezas literarias.
Se ha especulado mucho con su obra inédita. Él mismo prometió libros que nunca vieron la luz. Se ha hablado de una No euskariana, de una Euskariana sobre lengua y literatura y otra sobre historia, de novelas, entre ellas una titulada "La monja" nunca localizadas. Existen pequeñas obras que no han pasado a la imprenta: escasa correspondencia, dramas y comedias de la adolescencia, varios discursos de época tardía y muchos apuntes y borradores sobre temas lingüísticos.
Las narraciones breves, escritas algunas en euskera, rebosan en ocasiones ternura e imaginación. Sin embargo, a veces son otros los ingredientes que destacan en estos relatos: el fuerte sentimiento de la Naturaleza; la preocupación de la fidelidad geográfico-histórica; la minuciosa pintura de los personajes vasconavarros, arquetipos de la idiosincrasia del País, los fuertes contrastes de situaciones y la simbología de la acción y los personajes con los problemas políticos de la Navarra de su tiempo. Cabe señalar, entre otros, "Los hermanos Gamio" (1880), "Una noche en Zugarramurdi" (1881), "Pedro Mari" (1895), "Roedores del mar" (1916) y "El tamborilero de Erraondo" (1917).

## Filología vasca
Campión es considerado como una de las grandes personalidades de la dialectología del euskera junto con Luis Lucien Bonaparte, Eugène Coquebert de Montbret, Antoine d'Abbadie, Pedro Antonio Añibarro, etc.
Campión diferenció los dialectos literarios (definiéndolos como los utilizados en la literatura) de los dialectos no literarios. Siguiendo el mismo camino que L. Bonaparte, señaló que el dialecto altonavarro, en contra de lo que decían muchos lingüistas, no era un dialecto literario, sino un lenguaje más coloquial que contaba con 18 variantes.

## Actividad política
Además de concejal del Ayuntamiento de Pamplona en 1881, su actuación política estuvo marcada por su elección como diputado a Cortes en 1893 como candidato integrista y destacó su intervención frente al ministro Germán Gamazo, contra lo que se denominó la "Gamazada":

«Aquí estamos los diputados navarros cumpliendo la misión tradicional de nuestra raza, que tanto en la historia antigua como en la moderna y aún contemporánea, se expresa con el verbo “resistir”.  Aquí estamos escribiendo un capítulo nuevo de esa historia sin par que nos muestra a los vascones defendiendo su territorio, su casa, su hogar, sus costumbres, su idioma, sus creencias, contra la bárbara ambición de celtas, romanos, francos, árabes y efectuando el milagro de conseguir por luengos siglos su nacionalidad diminuta a pesar de todos.»

Posteriormente alcanzó un escaño por Vizcaya en el Senado. Fue presidente de las entidades Euskal Esnalea, Euskal Erría, Sociedad de Estudios Vascos y del Instituto de Estudios Históricos y Artísticos de Navarra. Académico de número de la Lengua Vasca y correspondiente de las de la Historia, Ciencias Morales y Políticas y Académico de la Lengua Española, gozó de gran autoridad en los medios intelectuales vascos.
En el campo político, fue más un hombre de elaboraciones teóricas que de actividad pública. La historia de su trayectoria política fue una búsqueda del credo político que más se amoldara a sus ideales de defensa a ultranza de Dios y Fueros. Desde el republicanismo federal, desechando por el camino carlismo y socialismo, pasó al integrismo, hasta llegar al nacionalismo vasco. Sus diferencias con los independentistas le hicieron tomar el camino de un nacionalismo temperado, que él llamó "unionista", dentro de una España federal. No llegó a militar en ningún partido.
En otro discurso de Campión de 1920, pronunciado tras la victoria del nacionalismo vasco en las elecciones de 1918, se reconoce como nacionalista contrario al españolismo: 

«Vencemos, porque las ideas nacionalistas se fundan en la razón, la verdad... El pueblo basko, expansión étnica de una raza particular, llegó tarde, pero ha llegado al fin, al sentimiento de su unidad nacional, rota y disgregada durante varios siglos en nacionalidades diferentes... El basko-español no es francés, pero es basko; el basko-francés, no es español, pero es basko. Luego el basko no es español, ni francés: es basko. Aquí tenéis, queridos compatriotas, la íntima esencia del nacionalismo. Al basko le hicieron español y francés las constituciones políticas que escriben los hombres; pero le hizo basko la constitución escrita por Dios en el libro de la naturaleza... Mirando a la ideología pura del derecho y de la justicia eternos, es indudable que baskos y españoles estamos separados.»

La actitud de Arturo Campión respecto a la sublevación del 18 de julio de 1936 ha sido siempre objeto de controversia, especialmente por la carta que, con fecha 14 de septiembre de 1936, recibió el Diario de Navarra firmada por Campión, en la que se adhería al Alzamiento y protestaba por la posición del nacionalismo vasco contraria al mismo:

San Sebastián, 14 de septiembre de 1936.

«Tengo el gusto de hacer constar que, liberada esta ciudad de la tiranía roja, quiero manifestar, a la vez que mi protesta más enérgica por el incalificable proceder del nacionalismo vasco, mi adhesión inquebrantable a la Junta Nacional de Burgos.»

Arturo Campión.

No obstante, el historiador y editor nacionalista vasco Bernardo Estornés Lasa, que visitó a Campión en su casa en 1936 antes de la caída de la ciudad en manos de los sublevados, publicó en 1996 una carta en defensa de la actitud de Campión aquellos días:

«Tuvo palabras reiteradas y durísimas de condena para la rebelión. Yo escuchaba sobrecogido. El Campión de toda la vida lúcido, enérgico, se debatía en una angustia incontrolable. Porque Campión amaba entrañablemente a sus sobrinos [entre los sublevados rendidos en los cuarteles de Loyola por los republicanos figuraban dos sobrinos de Campión] a quienes dedicó, en su día, algunas de las más sentidas composiciones literarias.

»Don Arturo era viudo hacía muchos años y no tenía hijos. Por eso, sus familiares eran sus parientes más cercanos.

»Yo no sé lo que habría pasado ese 14 de septiembre de 1936, pero me lo imagino. Era el momento álgido de las violencias y éstas no se iban a parar en las pequeñas minucias. La lucha propagandística tocaba su punto culminante. Yo no prejuzgo nada referente a dicho comunicado. Me permitiré, sin embargo, algunos comentarios.

»En primer lugar, la prisa en escribir dicha cuartilla al día siguiente de la ocupación de la ciudad.

»En segundo lugar, la índole de la misma y su redacción, prosa que no es habitual de don Arturo.

»"Tengo el gusto" de hacer constar. Sí; enorme gusto tuvo don Arturo. "Liberada" la ciudad. "Tiranía roja". "Mi protesta más enérgica". "Incalificable proceder". Y, sobre todo, "Adhesión inquebrantable", a la Junta Nacional de Burgos.»

## Reconocimientos
El también escritor y político navarro, José Aguerre, realizó una primera y particular biografía de Campion, Biografía de Campión realizada por José Aguerre, al que consideraba su maestro, fue el único homenaje que se le realizó tras la guerra civil, en el llamado "exilio interior", pues la dictadura mantuvo su recuerdo en el olvido y solo tras la transición fue rehabilitado, publicándose sus obras completas (editorial Mintzoa, 1983). Su biógrafo más oficial es José Javier López Antón.
En la capital navarra un euskaltegi (centro para aprender euskera), lleva su nombre en su recuerdo, como también lo hacen calles (en Bilbao, Pamplona, San Sebastián, Irún, Portugalete, Sestao o Ansoáin), colegios públicos e incluso, desde el año 2004, hay una beca trienal de investigación así denominada.
En  Laprida (Argentina) se constituyó el Centro de Estudios de la Cultura y el Nacionalismo Vasco Arturo Campión, con el apoyo del Centro Vasco Lagunen Etxea.

## Obra

### Castellano
- "Consideraciones acerca de la cuestión foral y los carlistas en Navarra", 1876
- "Los orígenes del pueblo euskaldun. Iberos, celtas y vascos", 1879
- "Gastón de Belzunce", 1879
- "Ensayo acerca de las leyes fonéticas de la lengua vasca" 1883
- "Gramática de los cuatro dialectos literarios de la lengua euskara" 1884
- "El genio de Navarra" 1884-1888
- "D. García Almorabid", novela histórica, 1889.
- "Pedro Mari", cuento, 1895
- "Blancos y Negros", novela histórica, 1898
- "La bella Easo", novela, 1909
- "El bardo de Itzaltzu", cuento, 1917
- "El último tamborilero de Erraondo", cuento breve, 1918
- "El rosario de las lavanderas", cuento, 1924
- "Navarra en su vida historica", 1929

### Euskera
- "Orreaga", balada escrita en varios dialéctos 1877
- "Denbora Antxiñakoen Ondo-Esanak" 1881
- "Okendoren Eriotza" 1883